# Vitamin B6
Vitamin B6 ali piridoksin je vitamin B-kompleksa, ki je topen v vodi. Izloči se najkasneje osem ur po zaužitju in ga moramo, tako kot tudi druge vitamine kompleksa B, redno zagotavljati s polnovredno hrano in dodatki. Poleg piridoksina vitaminsko delujeta tudi piridoksal in piridoksamin. Glede na to se vitamin B6 imenuje več strukturno sorodnih spojin. Je sestavni del pripravkov B-kompleksa, vendar se uporablja tudi kot monoterapija pri hipovitaminozah. Potreba po njem je večja, če je v naši prehrani veliko beljakovin. Telo ga potrebuje za:
- tvorbo protiteles in rdečih krvničk
- za pravilno absorpcijo vitamina B12
- za tvorbo solne kisline
- za tvorbo magnezija

## Zgodovina
Že leta 1926 so menili, da pomanjkanje vitamina B3 povzroča dermatitis. Leta 1936 je György odkril novo skupino strukturno podobnih spojin, ki jo je imenoval vitamin B6 in s katero se uspešno zdravi dermatitis. Leta 1938 je bil piridoksin izoliran iz riževih lusk in kvasa.

## Kemična sestava in lastnosti
Vitamin B6 sestavlja skupina nekaj strukturno podobnih spojin. To so piridoksin (alkohol), piridoksal (aldehid) in piridoksamin (amin). Vsi so derivati piridoksina in se razlikujejo po funkcionalni skupini na 4. ogljikovem atomu.
Topnost
Piridoksin je bel kristalinični prašek. Topi se v vodi, malo slabše v alkoholu, skorajda netopen je v kloroformu in etru. Hrani se v posodah, zaščitenih pred svetlobo, ker se pod njenim vplivom razgrajuje.
Stabilnost
Občutljiv na svetlobo, čeprav je razgradnja veliko manjša, če se hrani z vitaminom A ali riboflavinom. V običajnih razmerah se piridoksin slabo razgrajuje, kadar pa se izpostavi neposredni sončni svetlobi, se ga lahko v 8 urah razgradi več kot 80%. Prav tako se razgrajuje pod vplivom alkalij.

## Naravni viri
Vse tri sestavine vitamina B6 se nahajajo v naravi. Piridoksin je tako v rastlinskem kot živalskem tkivu, zlasti v jetrih in ledvicah, potem v kvasu, ribah, žitih, soji, jajcih ter različnem sadju (avokado, mango, melone, lubenice) in zelenjavi (kislo zelje, koleraba, paprika, šparglji), arašidih, orehih. Je sestavni del telesnih tekočin vseh živih organizmov. 

## Usoda v organizmu
Piridoksin, piridoksal in piridoksamin se hitro absorbirajo iz prebavnega trakta, kadar se dajejo peroralno. V jetrih prehajajo vse tri oblike v aktivna metabolita, piridoksal fosfat in piridoksamin fosfat, ki se v jetrih tudi skladišči. V jetrih se prav tako oksidirajo do 4-piridoksin kisline in drugih neaktivnih metabolitov , ki se izločajo z urinom. Piridoksal prehaja placento in se pojavlja v materinem mleku.

## Fiziološka vloga in farmakološki učinek
Piridoksal fosfat je koencim velikega števila encimov, zlasti tistih, ki katalizirajo metabolizem aminokislin, dekarboksilacijo, transaminacijo in racemizacijo. Piridoksal fosfat deluje tudi kot koencim v fosforilazah in kot pomemben dejavnik v sintezi proteinov. Vitamin B6 sodeluje še v metabolizmu triptofana, tj. v pretvorbi triptofana v 5-hidroksitriptoamin. Pri pomanjkanju vitamina B6 se številni metaboliti triptofana v velikih količinah izločajo z urinom. Vitamin B6 sodeluje tudi v pretvorbi triptofana v niacin. Nastajanje niacina s posredovanjem vitamina B6 in vitamina D3 pod vplivom ultravijoličnih žarkov sta edina primera endogenega nastajanja vitamina. Prav tako se zdi, da je piridoksin esencialen v sintezi GABE v centralnem živčnem sistemu ter v sintezi hema. GABA nastaja z dekarboksilacijo glutaminske kisline, proces je kataliziran z encimom, v katerem je piridoksal fosfat koencim. Vitamin B6 posreduje tudi v prehodu metionina v cistein.
Kako nam lahko pomaga?
- skupaj s folno kislino pomaga razgrajevati aminokislino homocistein in tako bistveno zmanjšuje nevarnost infarkta
- krepi obrambni sistem
- pomaga preprečevati nastajanje ledvičnih kamnov
- telesu pomaga pri ustreznem sprejemanju beljakovin in maščob
- pomaga pri spreminjanju triptofana, esencialne aminokisline, v niacin
- pomaga preprečevati različne motnje v delovanju živčnega sistema in težave s kožo
- blaži slabost (mnogi pripravki, ki jih zdravniki predpisujejo proti jutranji slabosti, vsebujejo vitamin B6)
- spodbuja pravilno sintezo jedrnih kislin, ki delujejo proti staranju
- zmanjšuje suhoto ust in težave pri uriniranju, ki jih povzročajo triciklični antidepresivi
- zmanjšuje nočne mišične krče, krče v nogah, otrplost rok, nekatere oblike nevritisa v okončinah
- deluje kot naravni diuretik

## Hipovitaminoza
Čeprav je vitamin B6 pomembna sestavina človeške prehrane, so klinični simptomi njegovega pomanjkanja zelo redki. Pomanjkanje se pojavlja pri uporabi nekaterih zdravil ali pa je vezano na pomanjkanje drugih vitaminov B-skupine. Simptomi pomanjkanja piridoksina se kažejo na koži, v osrednjem živčnem sistemu in hematopoetskem sistemu.
Seboreji podobne lezije okrog oči, nosu in ust, ki jih spremljata glositis in stomatitis, so opažene pri osebah, ki jim v hrani primanjkujejo vitamini B-kompleksa. Pri tem so pogosti tudi krči, ki jih je mogoče preprečiti z dodajanjem tega vitamina. Pomanjkanje vitamina B6 povzroča redko anemijo (običajno pri otrocih), ki se dobro odziva na piridoksin. Pomanjkanje vitamina B6 običajno nastopa s pomanjkanjem še nekaterih vitaminov B-kompleksa, zato se v terapiji ne uporablja sam, temveč skupaj z drugimi vitamini skupine B. Vitamin B6 je sestavina mnogih multivitaminskih pripravkov, ki se uporabljajo v preventivi tako pri otrocih kot tudi pri odraslih.
Nekatera zdravila (izoniazid, cikloserin, penicilamin, hidralazin in verjetno tudi MAO-inhibitorji) imajo antivitaminsko B6 delovanje. Zato ga je upravičeno uporabljati v profilaksi bolezni, pri kateri se pojavljajo periferni nevritis in celo konvulzije. Uporablja tudi kot protistrup pri bolnikih, ki jemljejo prevelike odmerke tuberkulostatikov izoniazida ali pri toksičnosti cikloserina.
Koncentracija vitamina B6 je običajno zmanjšana v krvi nosečnic in pri ženskah, ki so jemale oralne kontraceptive z estrogeni. Menijo, da je koncentracija vitamina B6 zmanjšana tudi pri alkoholikih. Dobro dokumentirana indikacija za uporabo tega vitamina je vrsta anemije, tako imenovana od piridoksina odvisna anemija, in v takem primeru se priporočajo zelo veliki odmerki vitamina B6.

## Toksičnost
Vitamin B6 ima relativno nizko toksičnost. Pri ljudeh so opaženi nevrotoksični učinki pri jemanju piridoksina v dnevnem odmerku, večjem od 200 mg/dan. Če se na primer ob predmenstrualnem sindromu vzame mega odmerek piridoksina (2 do 6 g/dan), lahko to izzove vrsto motenj v premikanju mišic in izražanju občutij. Po prenehanju jemanja piridoksina je okrevanje počasno, pri nekaterih bolnikih le delno. Presežek vitamina B6 se praviloma izloča s sečem.

## Priporočene dnevne količine in terapevtska uporaba
Potrebe po piridoksinu se povečujejo s količino beljakovin v hrani. Minimalne potrebe piridoksina za odrasle osebe znašajo 1.5 mg na dan pri vnosu 100 g proteinov dnevno. Pri odraslih se priporoča dnevno od 1.6 do 2.0 mg vitamina B6, med nosečnostjo 2.2 mg in med dojenjem 2.1 mg.
Uporaba vitamina B6 je upravičena v vseh primerih njegove hipovitaminoze. Nevrološke težave, seboroični dermatitis in kelioza so vsekakor indikacije za uporabo piridoksina. Lahko se daje peroralno in parenteralno. Visoki odmerki se običajno dajejo otrokom z nevropatijami, ki jih povzroča pomanjkanje piridoksina. 
Povečane potrebe po piridoksinu se pojavljajo pri:
- osebah, ki so izpostavljene različnim infekcijam
- mrzlici
- gastrektomiji
- hemodializi
- nekaterih primerih rezistentnih anemij
- hipertiroidizmu
- različnih črevesnih boleznih (diareja, regionalni enteritisi, sprue)
- malabsorbcijskem sindromu
- stresu
- alkoholikih

Piridoksin ni priporočljiv pri zdravljenju aken in podobnih dermatoz, pri zastrupitvi z alkoholom, astmi, hemoroidih, migreni in niti kot pripravek za povečanje teka ali stimulacijo laktacije.
O uporabi piridoksina pri predmenstrualnem sindromu so mnenja še vedno nasprotujoča, vendar se piridoksin še vedno dokaj pogosto uporablja v ta namen.
Pri sladkornih bolnikih lahko vitamin B6 zmanjša potrebo po inzulinu in če odmerka ne prilagodimo, lahko pride do reakcije zaradi premajhne količine sladkorja v krvi.

## Interakcije
Levodopa
Dodatkov vitamina B6 ne smejo jemati bolniki s Parkinsonovo boleznijo, ki se zdravijo z levodopo, saj zmanjšuje terapevtsko delovanje le tega s pospeševanjem perifernega metabolizma levodope.
Fenobarbiton in fenitoin
Piridoksin zmanjšuje delovanje antikonvulzivov in njihovo koncentracijo v serumu; povečuje tveganje za epileptične napade; potrebno se je izogibati hkratni uporabi. Če je dodajanje vitamina B6 vendarle potrebno, mora biti pod strogim nadzorom zdravnika; večji odmerki piridoksina (> 2mg/dan) občutno zmanjšujejo učinkovitost fenitoina.
Oralni kontraceptivi (estrogeni in gestageni)
Ta zdravila lahko zmanjšajo koncentracijo piridoksina v organizmu; pomanjkanje vitamin B6 lahko izzove nekatere tipe depresij.
Kortikosteroidi
Prav tako zmanjšujejo koncentracijo piridoksina v organizmu; s kortikosteroidi se vsekakor priporoča dodatno jemanje vitaminov skupine B.
Hidralazin
Hidralazin in njemu podobna zdravila lahko izčrpajo zaloge piridoksina v organizmu, kar deluje na esencialne encime. Pomanjkanje vitamina B6 lahko povzroči depresijo ali živčno poškodbo (pogosto se pojavlja drhtenje nog ali rok). Ob teh zdravilih so upravičeno potrebne dodatne količine B6.
Izoniazid, Cikloserin, Penicilamin
Menijo, da imajo ta zdravila antivitaminsko B6 delovanje (verjetno onemogočajo izkoriščanje piridoksina); njihova uporaba lahko povzroči periferni nevritis; simptomi izginejo po uporabi piridoksina. Priporočljiva je tudi preventivna uporaba piridoksina; danes že obstajajo preparati izoniazida, ki so kombinirani s piridoksinom (npr. Eutizon B6) in se uspešno uporabljajo kot tuberkulostatiki.